# Френч Монтана
Кари́м Харбу́ш (фр. Karim Kharbouch; род. 9 ноября 1984), более известный под своим сценическим псевдонимом Френч Монта́на (French Montana), — американский рэпер, родившийся в Марокко. Является основателем и главным исполнительным директором Cocaine City Records. В 2012 году подписал контракт с Maybach Music Group и Bad Boy Records. French Montana известен своими совместными работами с Max B, а в последнее время с Риком Россом и его группой Coke Boys, в которую входят рэперы Chinx Drugz, Cheeze и Flip.
Его дебютный альбом Excuse My French вышел 21 мая 2013 года.

## Ранняя жизнь
Карим Харбуш родился в 1984 году в Рабате, Марокко, и до 12 лет воспитывался в семейном поместье в окрестностях города Касабланка. Его родители оба марокканцы, хотя он имеет сомалийские корни по материнской линии. В подростковом возрасте он был увлечён игрой в футбол и чтением рэпа.
В 1996 году, в возрасте 12 лет, вместе с матерью, отцом Абделой и младшим братом Заком он переехал в Южный Бронкс в Нью-Йорке. Он учил английский язык на улицах Бронкса и в школах Lehman и Roosevelt. Абдела вернулся в Касабланку спустя два года. Его второй младший брат Аюб родился в Америке, после того как их отец покинул США. Доход в семью приносил только Карим.

## Личная жизнь
French Montana говорит на нескольких языках, включая английский, арабский и французский.
В 2007 году женился на девушке по имени Дин. В 2009 году у них родился сын Круз. В октябре 2014 пара развелась
French Montana считает отца основным источником своего вдохновения. Также он признаётся в своей страсти к моде и дизайнерской одежде от Versace, Gucci, Fendi и Louis Vuitton. В августе 2016 начал встречаться с рэп исполнительницей Игги Азалией.
Был в отношениях с рэп исполнительницей Триной, которая подписала контракт с его лейблом Coke Boys.

## Влияния
По словам French Montana, рэперы Тупак Шакур, Nas, Snoop Dogg, The Notorious B.I.G, 50 Cent и Wu-Tang Clan были среди хип-хоп исполнителей, которых он слушал в подростковом возрасте. Также он считает себя любителем музыки в целом и является поклонником творчества певиц Эми Уайнхаус и Адель.

## Дискография
Студийные альбомы
- Excuse My French (2013)
- Jungle Rules (2017)
- Montana (2019)
- They Got Amnesia (2021)